# حمله بالتیک
حمله بالتیک (انگلیسی: Baltic offensive) لشکرکشی بین جبهه‌های شمالی ارتش سرخ و گروه ارتش آلمان شمال در حوزه دریای بالتیک در طول پاییز ۱۹۴۴ بود.